# Massipou (marque)
Pour les articles homonymes, voir Massipou.
Massipou ou E.Massipou est une marque commerciale française créée en 1996 et propriété du groupe agro-industriel Les Fromageries Occitanes,, filiale du groupe Sodiaal International. Cette marque est apposée sur un fromage industriel de lait pasteurisé de brebis transformé à Billère dans les Pyrénées-Atlantiques et affiné à Castillon-en-Couserans dans l'Ariège

## Histoire
Il fut un temps fabriqué par la société Bamalou SA, fromagerie absorbée par 3A Coop avant que cette dernière ne devienne elle-même filiale du groupe Les Fromageries Occitanes.
Il est désormais fabriqué à Billère dans les Pyrénées-Atlantiques et ensuite transporté dans les caves à Villefranche-de-Lauragais en Haute-Garonne pour affinage.

## Description
C'est une tomme de 4,5 kg à pâte pressée non cuite.